# Sorrus
Sorrus és un municipi francès situat al departament del Pas de Calais i a la regió dels Alts de França. L'any 2007 tenia 607 habitants.

## Demografia

### Població
El 2007 la població de fet de Sorrus era de 607 persones. Hi havia 215 famílies de les quals 36 eren unipersonals (12 homes vivint sols i 24 dones vivint soles), 69 parelles sense fills, 98 parelles amb fills i 12 famílies monoparentals amb fills.
La població ha evolucionat segons el següent gràfic:
Habitants censats

### Habitatges
El 2007 hi havia 269 habitatges, 218 eren l'habitatge principal de la família, 44 eren segones residències i 7 estaven desocupats. 259 eren cases i 3 eren apartaments. Dels 218 habitatges principals, 194 estaven ocupats pels seus propietaris, 22 estaven llogats i ocupats pels llogaters i 1 estava cedit a títol gratuït; 2 tenien una cambra, 5 en tenien dues, 17 en tenien tres, 41 en tenien quatre i 153 en tenien cinc o més. 203 habitatges disposaven pel capbaix d'una plaça de pàrquing. A 75 habitatges hi havia un automòbil i a 130 n'hi havia dos o més.

### Piràmide de població
La piràmide de població per edats i sexe el 2009 era:
| Homes | Edats   | Dones |
| ----- | ------- | ----- |
| 0     | 95 o +  | 0     |
| 0     | 90 a 94 | 0     |
| 4     | 85 a 89 | 4     |
| 8     | 80 a 84 | 4     |
| 12    | 75 a 79 | 8     |
| 8     | 70 a 74 | 8     |
| 12    | 65 a 69 | 28    |
| 8     | 60 a 64 | 12    |
| 8     | 55 a 59 | 12    |
| 20    | 50 a 54 | 16    |
| 24    | 45 a 49 | 28    |
| 8     | 40 a 44 | 16    |
| 12    | 35 a 39 | 8     |
| 20    | 30 a 34 | 28    |
| 4     | 25 a 29 | 20    |
| 12    | 20 a 24 | 32    |
| 24    | 15 a 19 | 12    |
| 12    | 10 a 14 | 20    |
| 12    | 5 a 9   | 8     |
| 8     | 0 a 4   | 20    |

## Economia
El 2007 la població en edat de treballar era de 384 persones, 301 eren actives i 83 eren inactives. De les 301 persones actives 285 estaven ocupades (163 homes i 122 dones) i 16 estaven aturades (8 homes i 8 dones). De les 83 persones inactives 29 estaven jubilades, 29 estaven estudiant i 25 estaven classificades com a «altres inactius».

### Ingressos
El 2009 a Sorrus hi havia 226 unitats fiscals que integraven 620 persones, la mediana anual d'ingressos fiscals per persona era de 18.793 €.

### Activitats econòmiques
Dels 7 establiments que hi havia el 2007, 1 era d'una empresa extractiva, 3 d'empreses de construcció, 1 d'una empresa de comerç i reparació d'automòbils, 1 d'una empresa d'hostatgeria i restauració i 1 d'una empresa de serveis.
Dels 3 establiments de servei als particulars que hi havia el 2009, 1 era un guixaire pintor, 1 fusteria i 1 restaurant.
L'any 2000 a Sorrus hi havia 10 explotacions agrícoles que ocupaven un total de 585 hectàrees.

## Equipaments sanitaris i escolars
El 2009 hi havia una escola elemental.

## Poblacions més properes
El següent diagrama mostra les poblacions més properes.